# Diplomystes camposensis
Diplomystes camposensis és una espècie de peix de la família Diplomystidae i de l'ordre dels siluriformes.

## Morfologia
- Els mascles poden assolir 25 cm de longitud total.[5]

## Hàbitat
És un peix d'aigua dolça i de clima temperat.

## Distribució geogràfica
Es troba al sud de Sud-amèrica: Valdivia (sud de Xile).